# Stiff (White Denim)
Stiff è il settimo album in studio del gruppo musicale White Denim. È la loro prima uscita dopo la partenza del batterista Josh Block e del chitarrista Austin Jenkins, che è partito nel marzo 2015 per lavorare sull'album di debutto di Leon Bridges, Coming Home. Jonathan Horne e Jeff Olson si sono uniti al gruppo dopo aver girato con James Petralli nel suo progetto solista Bop English. Stiff è stato pubblicato il 25 marzo 2016 da Downtown Records.
Stiff è stato pubblicato il 25 marzo 2016 su Downtown Records. Mark Demig, che ha recensito l'album di AllMusic, ha dichiarato: "L'energia tagliente che è stata a lungo il marchio della band è presente in abbondanza qui, che è una buona notizia da quando Stiff ha debuttato una nuova linea nei White Denim." e aggiunse: "Il tono qui è spesso giocoso, specialmente quando Petralli lascia emergere i suoi accenti di anima azzurra, ma l'attacco è teso e la forza di questa musica non è uno scherzo." NME dà l'album tre di cinque stelle, concludendo "[Il gruppo] indossa il suo virtuosismo con orgoglio e con ogni album la loro marca di bluesy, il boogie-woogie in stile meridionale diventa meno oscurato dalla sperimentazione, anche se questa è una cosa buona è un punto controverso. The Guardian ha assegnato a Stiff quattro stelle su cinque, elogiando l'influenza dell'anima sul songwriting.

## Tracce
1. Had 2 Know (Personal) – 4:06
2. Ha Ha Ha Ha (Yeah) – 3:53
3. Holda You (I’m Psycho) – 3:59
4. There’s a Brain in My Head – 3:33
5. Take It Easy (Ever After Lasting Love) – 3:27
6. (I’m The One) Big Big Fun – 4:16
7. Real Deal Momma – 3:48
8. Mirrored in Reverse – 4:05
9. Thank You – 4:38